# コンスタンティノープル条約 (1700年)
コンスタンティノープル条約（Treaty of Constantinople）は、1700年7月3日（ユリウス暦）/7月14日（グレゴリオ暦）にロシア・ツァーリ国とオスマン帝国との間で調印された条約。
この条約によって、1686年に始まった露土戦争が終結した。
イスタンブール条約とも呼ばれる。

## 概要
ツァーリ・ピョートル1世は、戦争で占領したアゾフ地域の領有を確定化させて、ロシア軍を大北方戦争でのスウェーデンとの戦いに振り向けた。
この条約は1711年にスウェーデン王カール12世がオスマン領内に逃げ込んだ結果、オスマン帝国が大北方戦争に参戦してプルート川の戦いでロシアに勝利したために締結されたプルト条約（内容はオスマン帝国へのアゾフの返還等）に取って代わられることになった。

## 背景

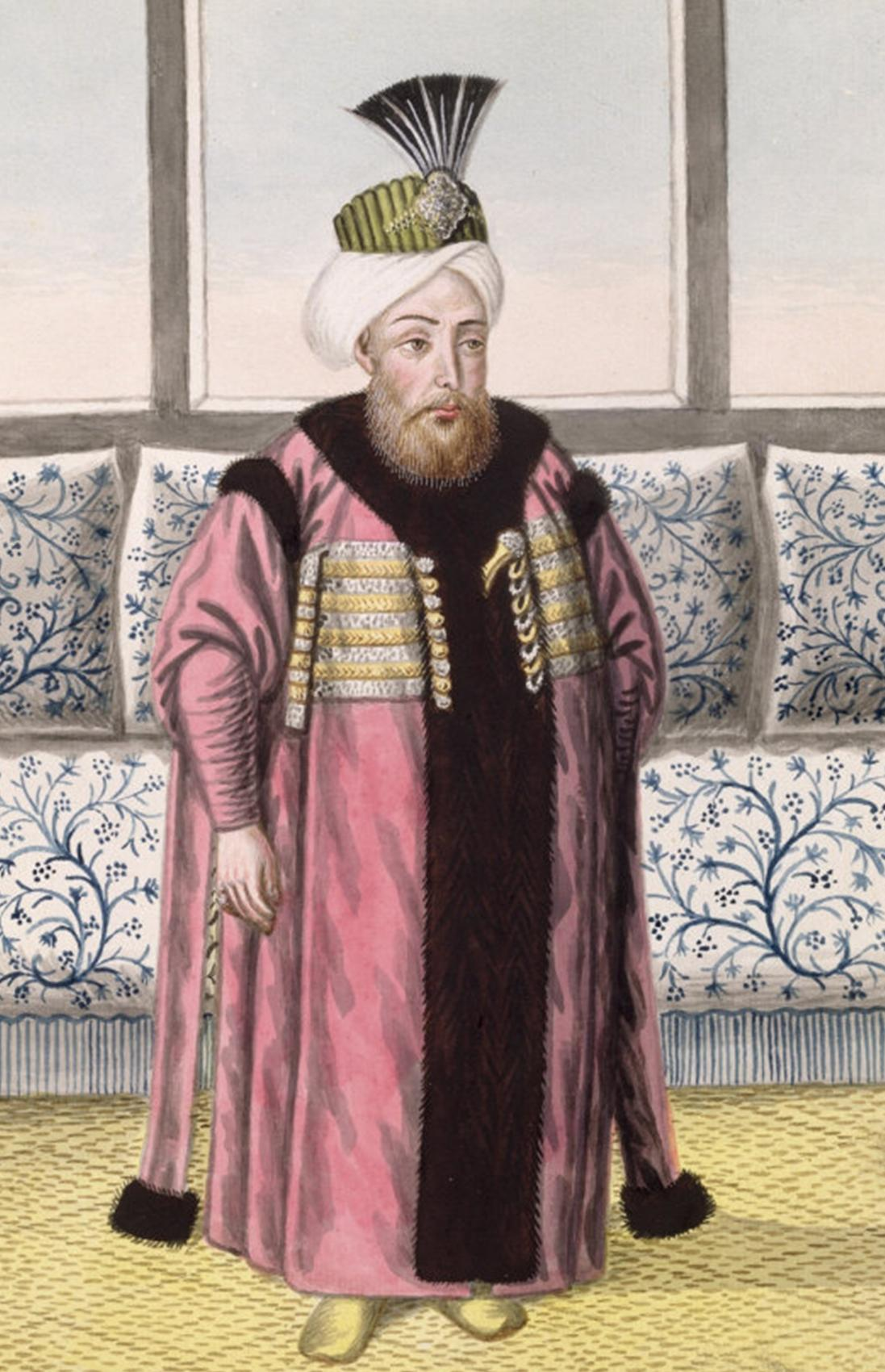
ムスタファ2世

反オスマン帝国の国家同盟である神聖同盟の一員として、ロシアは大トルコ戦争における最も東方の戦場に該当するアゾフの地で、その要塞の攻防をめぐってオスマン帝国と戦っていた（露土戦争）。神聖同盟のロシア以外の同盟国であるオーストリア・ポーランド・ヴェネツィアは、戦争目的を充分達成できたとして、完全にロシアの利益を無視して、1699年にオスマン帝国のスルタン・ムスタファ2世と和平のためのカルロヴィッツ条約を締結した。ロシアがドニエプル川下流地域と黒海とアゾフ海を結ぶケルチ海峡（西側のクリミア半島と東側のタマン半島に挟まれている海峡である）でまだ遠征中であった1698年に和平のための交渉が始まっていた。
ツァーリ・ピョートル1世は、カルロヴィッツ（スレムスキ・カルロヴツィ）の地で1698年12月25日（ユリウス暦）と1699年1月26日に、自ら交渉に参加してオスマン帝国との2年間の休戦を締結した。この段階では、オスマン帝国領内のバルカン半島でのキリスト教徒の保護やロシアの軍事的地位の向上を含むピョートル1世の要求が神聖同盟の支持を得られなかったこともあり、交渉の妥結に至らず、最終的なロシアとオスマン帝国の和平は出来なかった。
秋になると、ピョートル1世はイェメリャーン・ウクラインツェフを和平交渉のためにイスタンブールのスルタンの宮廷に派遣した。1699年初秋、ウクラインツェフはロシア軍艦、46門の砲を装備したフリゲートであるクレポスト（要塞の意）に乗って到着した。主なロシアの目的は、アゾフ遠征で占領したアゾフのロシア領有と、ロシアの商業船舶の黒海の自由航行をオスマン帝国に認めさせることであった。交渉が徐々に進んでいる時、ピョートル1世は大北方戦争でスウェーデン・バルト帝国を攻撃する機が迫っており、ウクラインツェフに早急な和平交渉の妥結を急かせ、黒海の自由航行の条件を取り下げた。

## 合意された条項

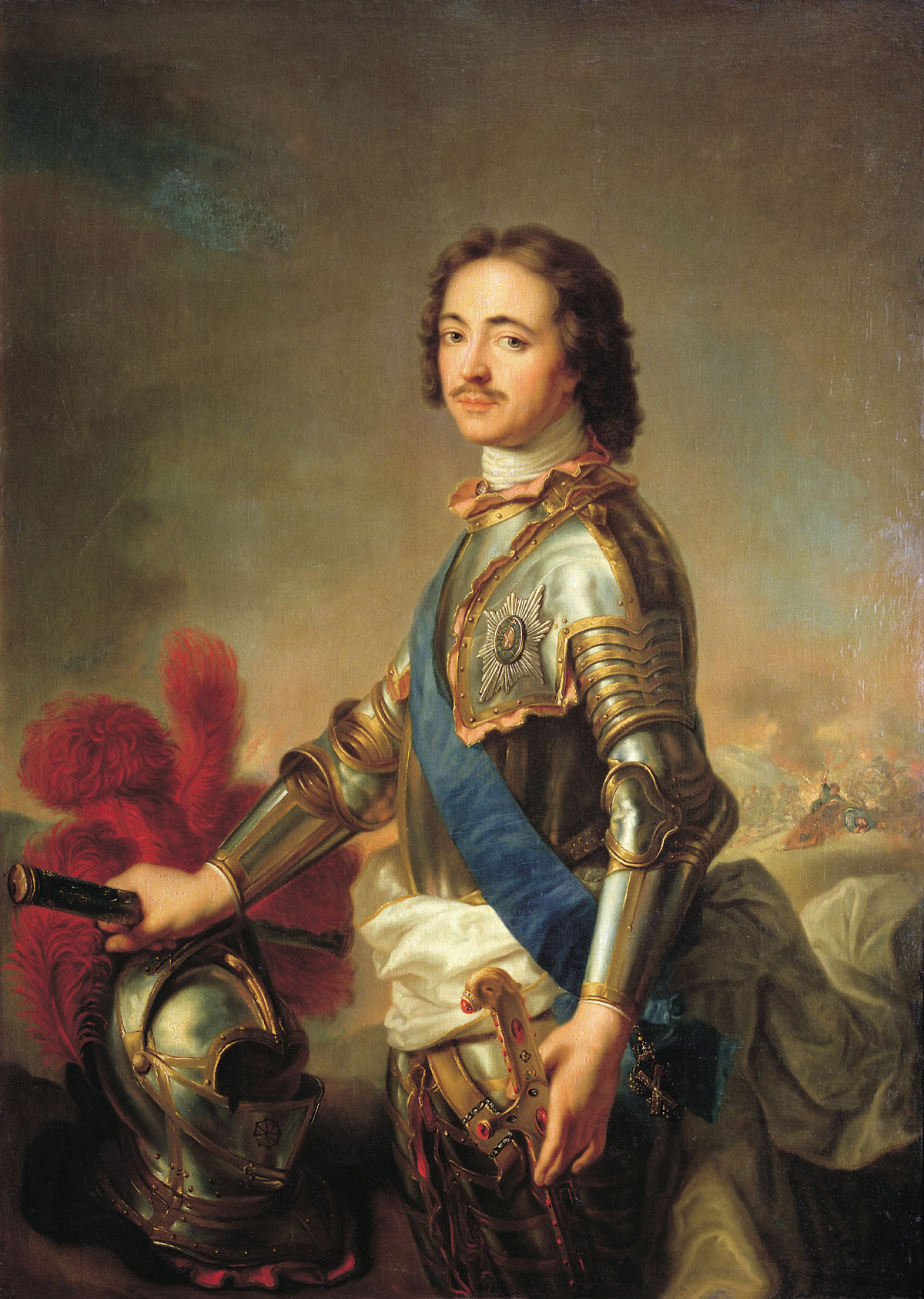
ピョートル1世

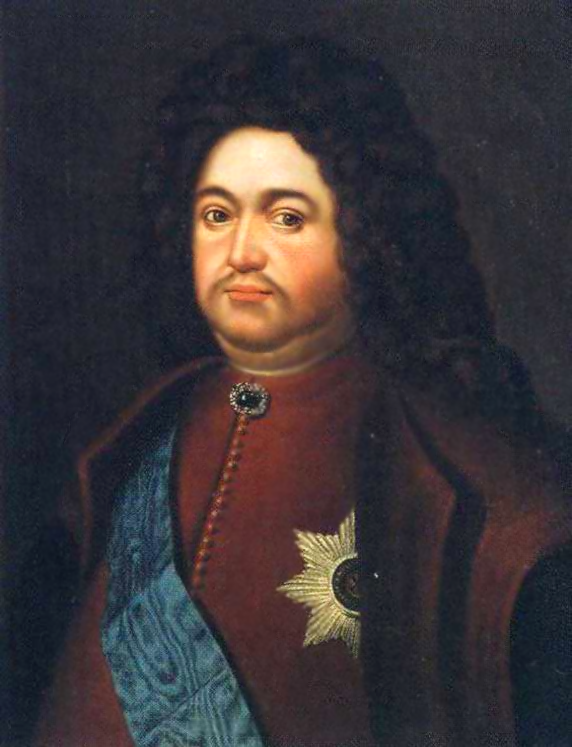
フョードル・アレクセーエヴィチ・ゴロヴィン伯爵

条約は1700年7月3日（ユリウス暦）/7月14日（グレゴリオ暦）にイスタンブールで締結された。初代ロシア帝国宰相となったフョードル・ゴロヴィンは死去するまで首相同然の地位にあり、外交も主導してを条約を結び直してアゾフなどの領土を獲得、ロシア帝国とオスマン帝国は30年を満了とする停戦に合意した。スルタンは、アゾフ要塞の領有とタガンログとパブロフスク（ウクライナの都市マリウポリの旧名）とミウスの要塞を新しく建てることを含めて、アゾフ地域のロシアの権益を認めた。ロシアはケルチ海峡の要求を取り下げたが、ジョチ・ウルスによるモスクワ大公国の占領以来納め続けていたクリミア・ハン国への毎年の貢納から解放された。ドニエプル川に沿った要塞はロシア軍によって取り壊されてからオスマン帝国に返還した。ドニエプル川下流地域とザポロージャ南部とペレコープ地峡は非武装地帯とされた。スルタンは、配下の者やクリミア・タタール人はロシアを攻撃しないことを明言し、ロシア側も、ツァーリが配下の者・ドン・コサック・ザポロージャ・コサックがオスマン帝国を攻撃しないことを約束した。
ロシアもオスマン帝国も、国境沿いに要塞を建造しないと約束した。オスマン帝国はまた戦争のロシアの捕虜を解放すると約束した。スルタンは、さらにロシア人の聖地巡礼者とイスタンブール（コンスタンティノープル）でのロシアの外交使節団の為の自由な通行を許可した。

## 大北方戦争の影響
1710年の条約の終了とその交代劇は、大北方戦争の展開が深く関わっており、唐突に条約の終了が始まった。ピョートル1世はスウェーデン・バルト帝国に対して、ザクセン選帝侯兼ポーランド国王アウグスト2世及びデンマーク＝ノルウェー国王フレデリク4世と北方同盟を組んで、自分がイングリア攻撃を担当し、アウグスト2世がリヴォニアを攻撃、フレデリク4世がスウェーデンの同盟国のホルシュタイン＝ゴットルプを攻撃する役割を担当するという対抗策を計画していた。
しかし、ピョートル1世の先制攻撃策はロシアとオスマン帝国の和平が締結された後に攻撃が始まらないといけないという条件が付いていた。結果、ロシアの攻撃が予定していた時期より遅れ、ピョートル1世の軍隊がモスクワを出発して行進していた頃、デンマークは既にスウェーデンに敗北してトラヴェンタール条約を結んで北方同盟から離脱していた。イングリアでロシアの攻撃を迎え撃つことが出来たスウェーデンはナルヴァの戦いで約半分ほどの兵力でロシア軍に壊滅的な打撃を与える程大変成功裏にロシア軍を撃退した。
オスマン帝国は、9年後の1709年にポルタヴァの戦いでピョートル1世によって敗北したスウェーデン国王カール12世がオスマン帝国領ベンデルに残ったわずかなスウェーデン兵と共に逃れ、野営を張った時に戦争に関わるようになった。これは、間に別の対立につながったスルタン・アフメト3世（ムスタファ2世の弟）とツァーリ間の別の対立を招き、その対立はオスマン帝国の宣戦とロシアのプルート川の戦いで最高潮に達した。その結果、コンスタンティノープル条約が1711年のプルト条約に取って代わられ、アゾフをスルタンに返還し、タガンログをはじめ国境付近の要塞の全てを破却し、アドリアノープル条約でロシアとオスマン帝国間の和平が25年間続くように修正された。この後スルタンがピョートル1世に3回も宣戦したにも拘らず、プルト条約とアドリアノープル条約の間に実際の戦闘は発生せず、プルト条約が効果的に大北方戦争でのオスマン帝国の介入を終了させた。